# Myrmecia froggatti
Myrmecia froggatti is een mierensoort uit de onderfamilie van de Myrmeciinae. De wetenschappelijke naam van de soort is voor het eerst geldig gepubliceerd in 1910 door Forel.